# Dom von Fermo

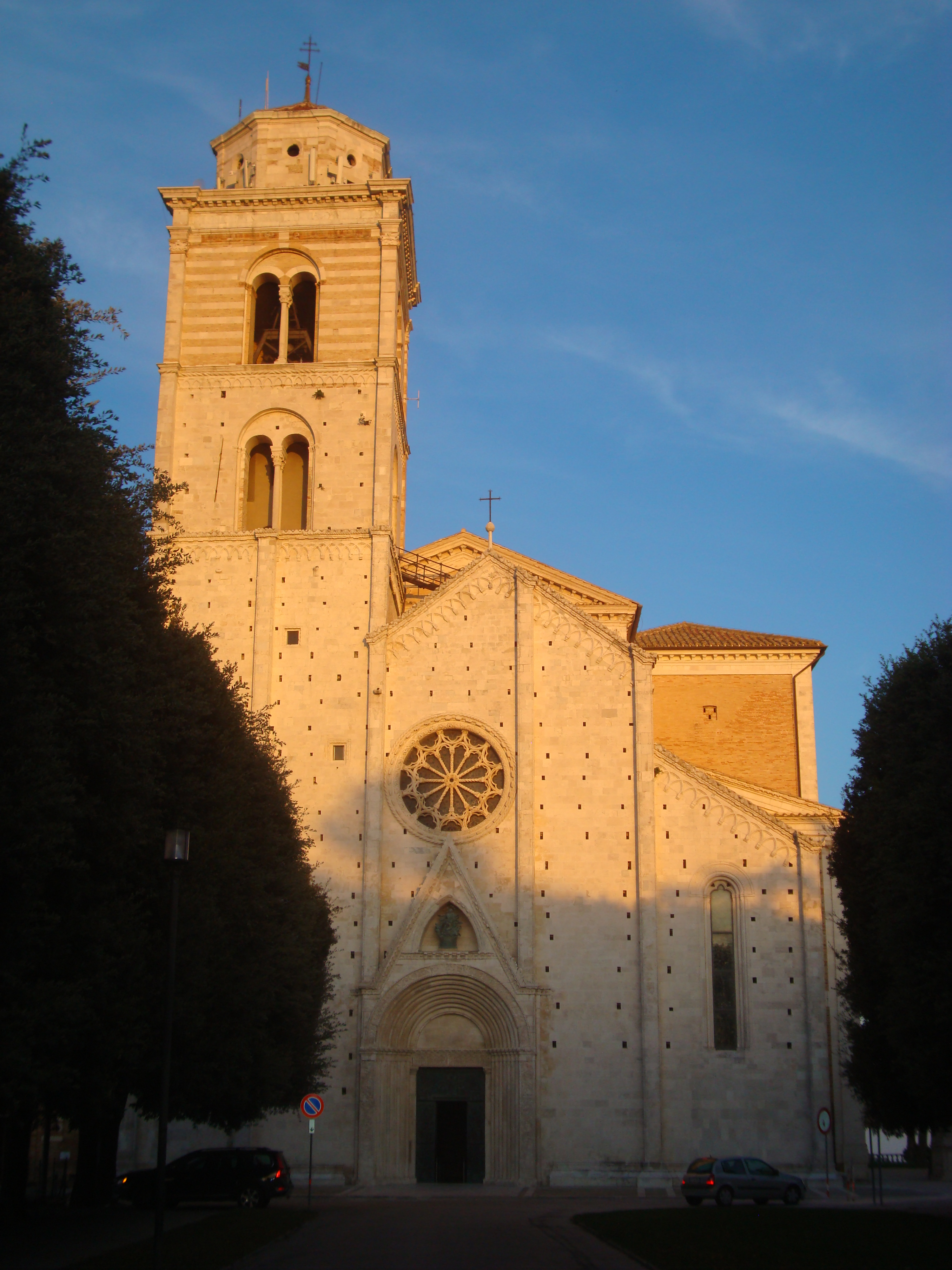
Dom von Fermo

Der Dom von Fermo oder die Kathedralbasilika Maria Himmelfahrt (italienisch Duomo di Fermo, Cattedrale metropolitana di Santa Maria Assunta in Cielo) ist die Kathedrale der Stadt Fermo und des gleichnamigen Erzbistums in der italienischen Region Marken. Die Ende des 18. Jahrhunderts fertiggestellte Kirche mit dem Patrozinium Mariä Aufnahme in den Himmel trägt den Titel einer Basilika minor.

## Geschichte
Eine frühchristliche Basilika wurde nach archäologische Ausgrabungen als Vorgängerbau aus dem 6. Jahrhundert belegt, deren dreischiffiger Bau zur Zeit des Bischofs Lupo (826–844) erweitert wurde. Diese erste Kirche wurde 1176 während des Feldzugs von Kaiser Friedrich I. Barbarossa von Cristiano di Magonza zerstört und 1227 unter der Schirmherrschaft von Giorgio da Como wiederaufgebaut. Der Bau wurde in den folgenden Jahrzehnten fortgesetzt und führte zur heutigen Fassade mit romanischen und gotischen Elementen aus istrischem Stein. Das Rosettenfenster wurde 1348 von Giacomo Palmieri gemeißelt. In der Portalnische befindet sich eine Bronzestatue der Maria Himmelfahrt von Nunzio Ucinelli. Das Atrium beherbergt Fresken aus dem 14. Jahrhundert und das Epitaph von Giovanni Visconti d’Oleggio. Die Basis des Glockenturms stammt ebenfalls von der frühen Kirche.
In den Jahren 1781 bis 1789 wurde die Kathedrale unter Erzbischof Andrea Antonio Silverio Minucci vom Architekten Cosimo Morelli umfassend umgestaltet. Der Mittelteil wurde abgerissen und im klassizistischen Stil neu errichtet. Im Juli 1962 erhob Papst Johannes XXIII. sie in den Rang einer Basilica minor. Die Bronzetüren zur Kirche wurden 1980 von Aldo Sergiacomi erstellt.

## Kirchenmusik
Zwischen 1607 und 1621 wirkte am Gotteshaus Gregorio Allegri als Domkapellmeister.

## Beschreibung

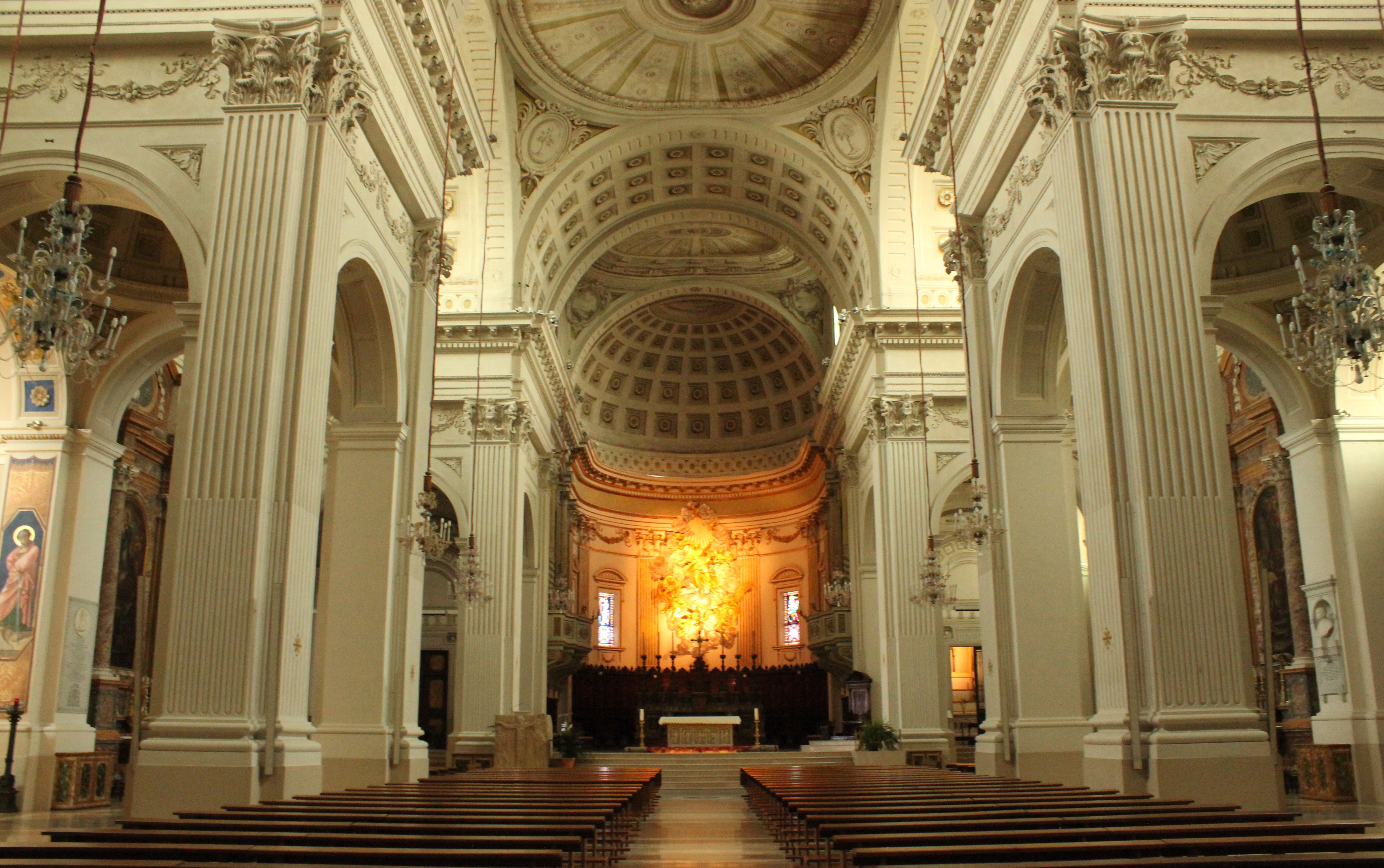
Innenraum

Die Fassade der auf einem Hügel gelegenen Kathedrale ist aus istrischem Stein, unterbrochen von dünnen Pilastern, und in der Mitte befindet sich ein elegantes Portal mit geschnitzten Säulenbündeln, die von einem großen Turm überragt werden, der die Statue der Jungfrau Maria umgibt. Auf der Achse befindet sich das große Rosettenfenster mit zwölf Strahlen. An der Spitze des Portals befindet sich die Bronzegruppe von Assunta und Engeln aus dem Jahr 1758. Auf der linken Seite befindet sich der Glockenturm mit einem fünffachen Geläut. Seine Einfügung in Übereinstimmung mit dem Seitenschiff hat möglicherweise die asymmetrische Charakteristik der Fassade bestimmt, deren Höhepunkt nicht der Position des Portals und des Rosettenfensters entspricht. Auf dem Dach der Kathedrale steht seit 1423 die Skulptur eines Hahn.
Die drei Kirchenschiffe der Basilika werden durch Rundbögen voneinander getrennt. Das Hauptschiff und die beiden Querschiffe sind mit einem Tonnengewölbe bedeckt, während die Seitenschiffe mit Kuppeln versehen sind, die ebenfalls als Kassettendecken ausgeführt wurden. Das Mittelschiff endet mit der tiefen Apsis, in deren Innerem sich der Chor befindet. Hinter dem barocken Hochaltar aus polychromem Marmor über dem hölzernen Chorgestühl befindet sich die Skulpturengruppe Mariä Himmelfahrt. In der Augustwoche wird der Hochaltar mit einer prächtigen Tischdecke geschmückt, die für das Fest der Madonna Assunta in Cielo von 1914 bis 1917 im Kloster der Benediktinerinnen von Fermo angefertigt wurde. Die Stickerei zeigt die Prozession, die noch heute anlässlich des Ereignisse der Cavalcata dell’Assunta durch die Bezirke führt, die der Jungfrau die Früchte ihrer Arbeit als Geschenk antragen.